# Scutellaria
Genre
Classification phylogénétique
Scutellaria (les scutellaires) est un genre de plantes à fleurs de la famille des Lamiaceae. Il regroupe environ 350 espèces de plantes herbacées, de sous-arbrisseaux et même d'arbustes réparties un peu partout à travers le monde. On en trouve une centaine d'espèces en Chine.
Le nom générique est dérivé du latin scutella, signifiant petit plat,  écuelle faisant référence à la forme du calice.

## Espèces européennes
- Scutellaria albida L. - Scutellaire blanchâtre
- Scutellaria alpina L. - Scutellaire des Alpes[1]
- Scutellaria altissima L. - Scutellaire élevée[1]
- Scutellaria balearica Barceló
- Scutellaria columnae All. - Scutellaire de Colonna ou scutellaire de Columna
- Scutellaria galericulata L. - Scutellaire à casque, grande toque[1]
- Scutellaria hastifolia L. - Scutellaire à feuilles hastées
- Scutellaria hirta Sibth. & Sm.
- Scutellaria minor Huds. - Petite scutellaire[2]
- Scutellaria orientalis L.
- Scutellaria rubicunda Hornem.
- Scutellaria sieberi Benth.
- Scutellaria velenovskyi Rech.f.

## Espèces chinoises
- Scutellaria baicalensis Georgi - Scutellaire du Baïkal, 黄芩 Huáng Qín
- Scutellaria barbata D.Don –  Scutellaire barbue, 半枝莲 Bàn Zhī Lián

## Espèces américaines
- Scutellaria californica A.Gray – Scutellaire de Californie
- Scutellaria floridana Chapm. – Scutellaire de Floride
- Scutellaria havanensis Jacq.
- Scutellaria lateriflora L. – Scutellaire de Virginie

## Liste d'espèces
Selon The Plant List :